# Coeluridae
A Coeluridae egy történelmileg parafiletikus (nem természetes csoportot alkotó) család, melybe általában kisebb, késő jura kori húsevő dinoszauruszok tartoznak. Sok éven át bármely, a specializáltabb családokhoz nem tartozó, kisméretű, jura vagy kréta időszaki theropodát coeluridaként soroltak be, létrehozva ezzel az egymással közeli rokonságban nem álló „coelurida” dinoszauruszok csoportját. A múltban egyes dinoszauruszok tévedésből kerültek a Coeluridae családba, például a Stenonychosaurus (egy troodontida) és a Microvenator (az oviraptoridák közeli rokona). Bár hagyomány szerint ide tartoznak, nincs bizonyíték arra vonatkozóan, hogy az olyan kezdetleges coelurosaurusok, mint az Ornitholestes, a Proceratosaurus és a Scipionyx, más hagyományos coelurosaurus családokat kizárva egy kládot alkotnak a Coelurusszal. További érvként szolgál a Coeluridae definíciójának bizonytalanságára az a tény, hogy a Coelurus jelenleg csak hiányosan ismert.
2003-ban Oliver W.M. Rauhut egy kladisztikai elemzés alapján úgy találta, hogy a Coeluridae tartalmazza a (késő jura kori, észak-amerikai) Coelurust, a (késő jura kori, európai) Compsognathust, a (kora kréta kori, ázsiai) Sinosauropteryxet és egy névtelen (kora kréta kori, dél-amerikai) Compsognathusszerű theropodát (melyet időközben az új Mirischia nemben helyeztek el). Rauhut úgy ítélte meg, hogy a coeluridák a bazális coelurosaurusok egyik monofiletikus csoportja, amely a csigolyák egyes jellemzői miatt evolúciós visszalépést jelent a jóval kezdetlegesebb theropodák felé. Időközben azonban más szerzőkkel együtt elvetette ezt a nézetet. Phil Senter 2007-ben kijelentette, hogy csak a Coelurus és a Tanycolagreus tartoznak a coeluridák közé, és hogy ezek az állatok valójában tyrannosauroideák.

## Fordítás
- Ez a szócikk részben vagy egészben a Coeluridae című angol Wikipédia-szócikk ezen változatának fordításán alapul.  Az eredeti cikk szerkesztőit annak laptörténete sorolja fel. Ez a jelzés csupán a megfogalmazás eredetét és a szerzői jogokat jelzi, nem szolgál a cikkben szereplő információk forrásmegjelöléseként.